# Deutsches Lachshuhn
Das Deutsche Lachshuhn ist eine Rasse des Haushuhns (Gallus gallus domesticus).

## Herkunft und Merkmale
An der Entstehung dieser Rasse waren mehrere Mastrassen beteiligt, darunter Brahma und Dorking. Auch das Houdan wurde hier eingekreuzt. Deutsche Lachshühner weisen eine Reihe von Besonderheiten auf. Sie haben eine Bartbefiederung mit Halskrause am Kopf. Dies ist auf die Einkreuzung von Houdanhühnern zurückzuführen. Während andere Rassen vier Zehen haben, ist das Deutsche Lachshuhn fünfzehig. Hennen haben ein lachsfarbenes Gefieder. Die Körperbefiederung ist sehr dicht, wenn auch nicht so stark ausgebildet wie beim Brahma oder beim Cochin.
Deutsche Lachshühner zeichnen sich durch eine gute Lege- und Mastleistung aus. Sie gelten daher als Zweinutzungsrasse. Von ihrem Wesen her gelten sie als zutraulich. Da sie nur wenig zum Fliegen neigen, eignen sie sich für eine Freilandhaltung.

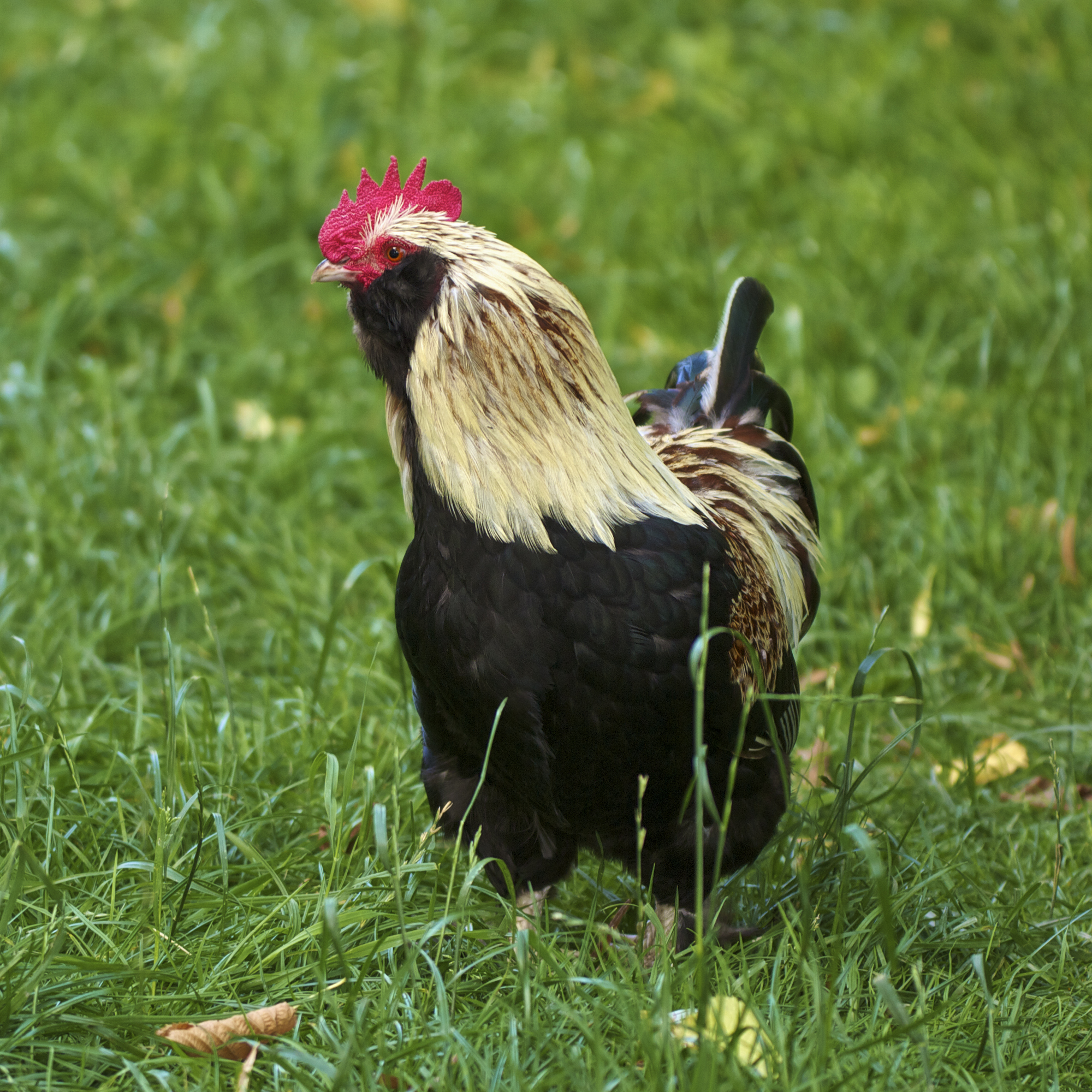
Hahn
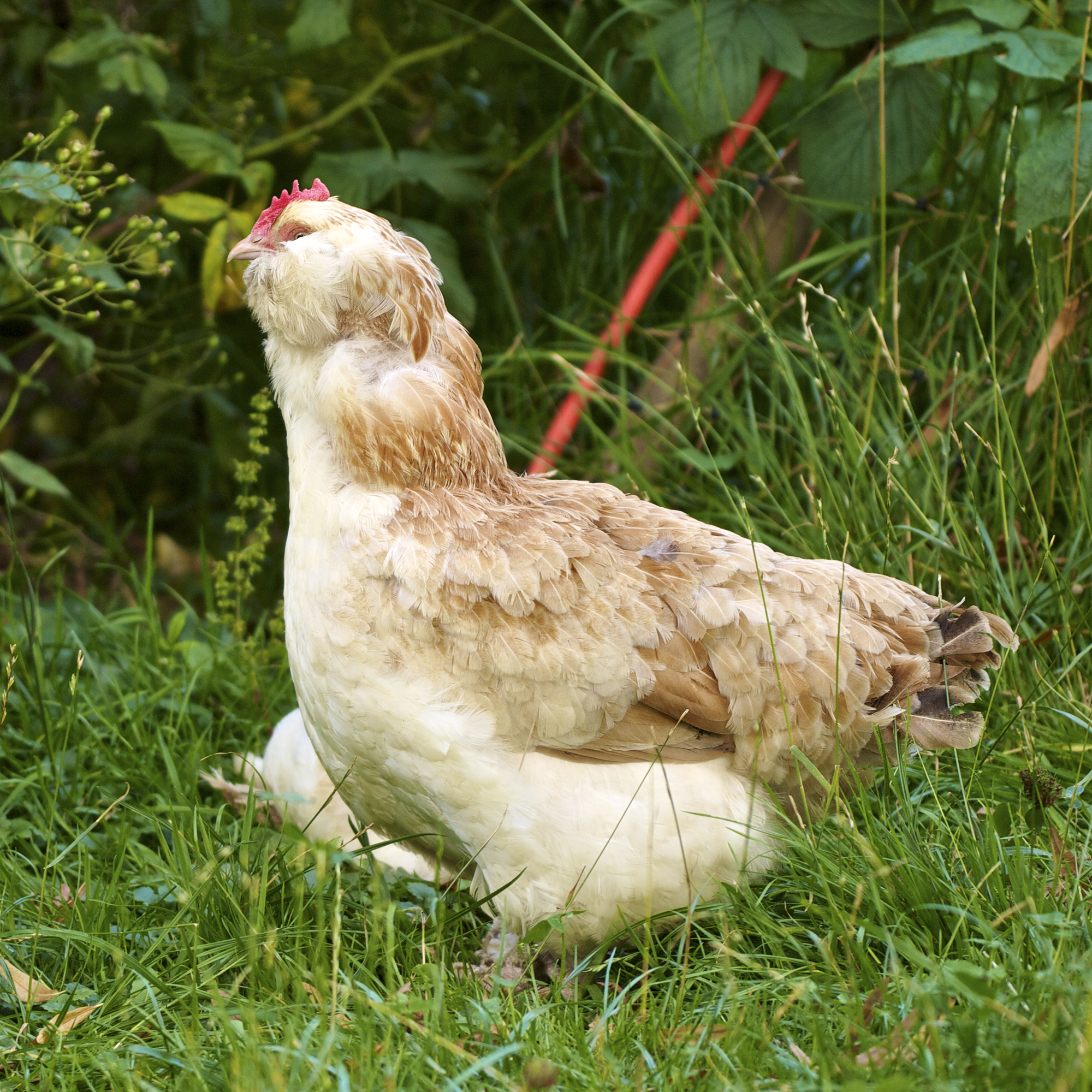
Henne
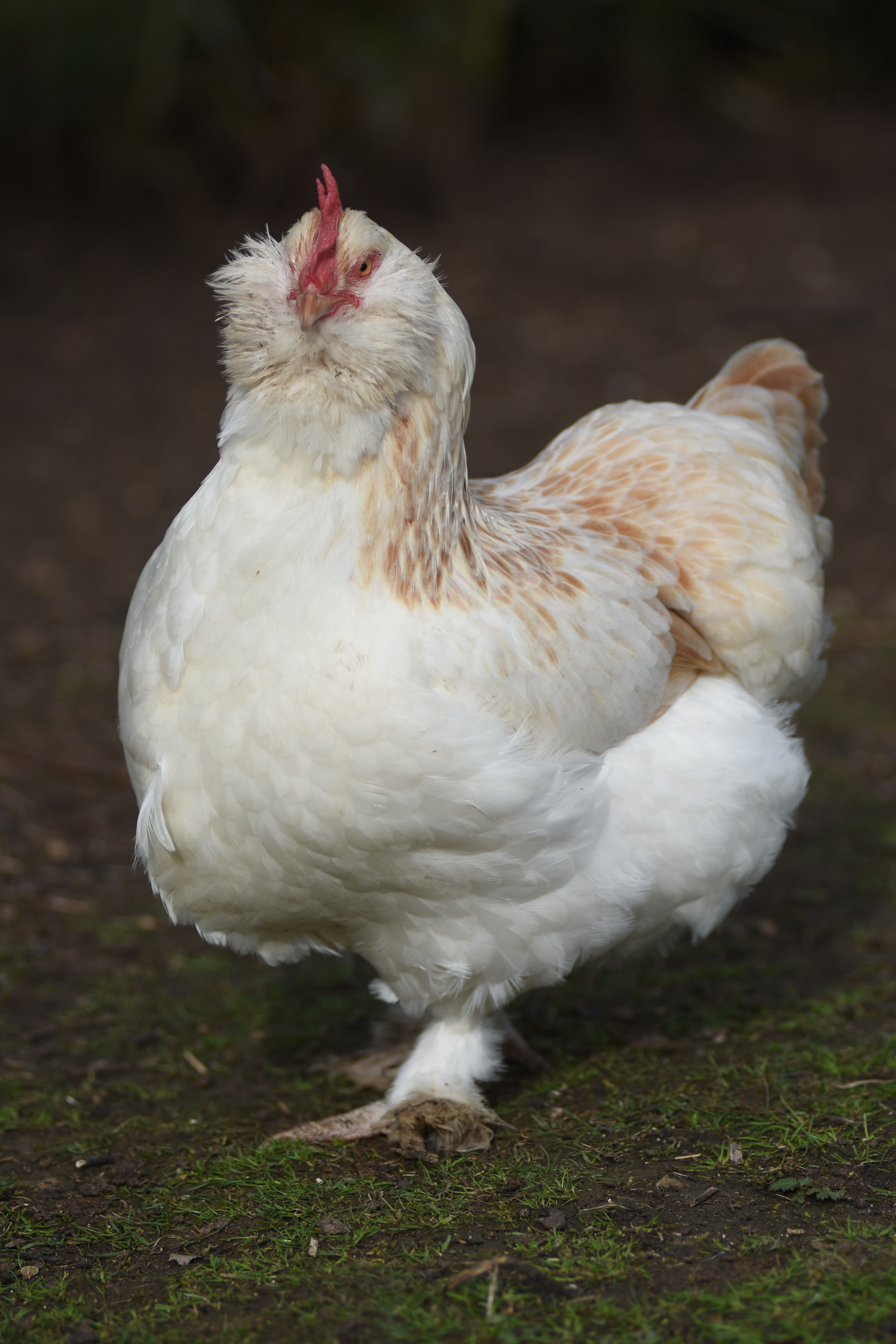
Henne

## Bestand und Gefährdung
Das Deutsche Lachshuhn ist selten und wurde in die Liste der gefährdeten Haustierrassen aufgenommen. Die Bundesanstalt für Landwirtschaft und Ernährung führt die Lachshühner in der Roten Liste der gefährdeten Nutztierrassen 2013 in der untersten Gefährdungsklasse V (wenig gefährdet). Danach gab es 2009 in Deutschland 422 Hähne und 1804 Hennen. Zuvor war das Deutsche Lachshuhn lange Zeit als „gefährdet“ eingestuft gewesen.
Häufiger als die Großrasse ist die anerkannte Zwerghuhnrasse Deutsches Zwerg-Lachshuhn, das auch im Farbschlag schwarz existiert.